# 結婚的策略
《結婚的策略》（韓語：결혼의 꼼수）為韓國tvN自2012年4月2日播出的月火連續劇。劇情是描述家裡有四個女兒但苦惱要把她們嫁出去的母親，鬧出一連串不少笑話的愛情喜劇。

## 演員陣容

### 主要人物
| 演員   | 角色   | 介紹                                                                                             |
| 姜惠貞 | 劉建熙 | 31歲，二女兒，個性獨立自主，對結婚沒關心，是個職業女強人。                                       |
| 李奎翰 | 李江載 | 32歲，公寓房客，外表看似風流多情，實質是個純情男。                                               |
| 李令恩 | 劉善熙 | 33歲，大女兒，身為家中長女，總是一肩擔起家庭的責任，跟建熙相反的個性，是個溫柔又顧家的傳統女性。 |
| 李珉宇 | 徐長遠 | 35歲，公寓房客，已離婚的特技動作導演。                                                           |

### 其他人物
| 演員   | 角色   | 介紹                                                               |
| 金元俊 | 朴秀浩 | 35歲，建熙公司前輩。                                               |
| 朴旻智 | 劉敏智 | 21歲，小女兒，重考生，夢想著成為電影導演。                         |
| 尹柱相 | 李鶴君 | 62歲，李江載的父親，公司社長。                                     |
| 金世貞 | 劉敏貞 | 24歲，三女兒，愛慕虛榮的拜金女。                                   |
| 車華姸 | 蘇斗蓮 | 60歲，四個女兒的媽媽，也是公寓所有人。                             |
| 徐在京 | 李順石 | 29歲，公寓房客，外貌平凡，看似普通上班族，卻意想不到有另外的身份。 |
| 金在得 | 朴世元 | 24歲，公寓房客，被家人趕出來的小子。                               |
| 鄭承浩 | 張得八 | 60歲，蘇斗蓮的同居人。                                             |

## 外部連結
- Viki官方網站 （页面存档备份，存于）
- Naver介紹

| tvN 月火劇                                       | tvN 月火劇                                   | tvN 月火劇 |
| ------------------------------------------------ | -------------------------------------------- | ---------- |
|                                                  | 結婚的策略 （2012年4月2日 - 2012年5月22日）  |            |
| 搖滾吧！花美男 （2012年1月30日 - 2012年3月20日） | 戀愛魔法鐘 （2012年5月28日 - 2012年7月17日） |            |